# Lista de deputados estaduais do Espírito Santo da 19.ª legislatura
Esta é a lista de deputados estaduais do Espírito Santo para a legislatura 2019–2023. Nas eleições estaduais no Espírito Santo em 2018, em 7 de outubro de 2018, foram eleitos 30 deputados estaduais, dos quais 15 foram reeleitos.

## Composição das bancadas
| Partido      | Líder                     | Bancada | Posição      |
| ------------ | ------------------------- | ------- | ------------ |
| PSB          | Sergio Majeski            | 3 / 30  | Governo      |
| Republicanos | Delegado Lorenzo Pazolini | 3 / 30  | Governo      |
| PSL          | Delegado Danilo Bahiense  | 3 / 30  | Oposição     |
| PSDB         | Vandinho Leite            | 3 / 30  | Governo      |
| DEM          | Theodorico Ferraço        | 2 / 30  | Governo      |
| MDB          | José Esmeraldo            | 2 / 30  | Oposição     |
| PATRI        | Dr. Rafael Favatto        | 2 / 30  | Independente |
| PV           | Marcos Garcia             | 2 / 30  | Governo      |
| PP           | Renzo Vasconcelos         | 1 / 30  | Governo      |
| PSD          | Enivaldo Dos Anjos        | 1 / 30  | Governo      |
| PMN          | Janete de Sá              | 1 / 30  | Independente |
| Cidadania    | Fabrício Gandini          | 1 / 30  | Governo      |
| PDT          | Marcelo Santos            | 1 / 30  | Governo      |
| PT           | Iriny Lopes               | 1 / 30  | Oposição     |
| PROS         | Raquel Lessa              | 1 / 30  | Governo      |
| AVANTE       | Carlos Von                | 1 / 30  | Governo      |
| PL           | Alexandre Xambinho        | 1 / 30  | Oposição     |
| PTB          | Adilson Espindula         | 1 / 30  | Oposição     |

## Deputados Estaduais
| Nome                       | Partido      | Coligação                        | Votos nominais | Notas                                          | Ref   |
| -------------------------- | ------------ | -------------------------------- | -------------- | ---------------------------------------------- | ----- |
| Sergio Majeski             | PSB          | PSB / DC                         | 47.015 (2.41%) |                                                | [ 1 ] |
| Delegado Lorenzo Pazolini  | Republicanos | PRP / PC do B                    | 43.293 (2.22%) | Eleito pelo PRP.                               | [ 1 ] |
| Renzo Vasconcelos          | PP           | PP / PROS                        | 42.907 (2.20%) |                                                | [ 1 ] |
| Delegado Danilo Bahiense   | PSL          | PR / PRB / PSL                   | 36.064 (1.85%) |                                                | [ 1 ] |
| Doutor Hércules            | MDB          | MDB                              | 30.718 (1.58%) |                                                | [ 1 ] |
| Hudson Leal                | Republicanos | PR / PRB / PSL                   | 30.632 (1.57%) | O partido mudou de nome, antes se chamava PRB. | [ 1 ] |
| Theodorico Ferraço         | DEM          | PDT / DEM / PPL / PSD            | 30.576 (1.57%) |                                                | [ 1 ] |
| Capitão Assumção           | PATRI        | PR / PRB / PSL                   | 27.744 (1.42%) | Eleito pelo PSL.                               | [ 1 ] |
| Enivaldo Dos Anjos         | PSD          | PDT / DEM / PPL / PSD            | 24.202 (1.24%) |                                                | [ 1 ] |
| Coronel Alexandre Quintino | PSL          | PR / PRB / PSL                   | 23.330 (1.20%) |                                                | [ 1 ] |
| Torino Marques             | PSL          | PR / PRB / PSL                   | 22.085 (1.13%) |                                                | [ 1 ] |
| Euclério Sampaio           | DEM          | PSB / DC                         | 21.662 (1.11%) | Eleito pelo DC.                                | [ 1 ] |
| Erick Musso                | Republicanos | PR / PRB / PSL                   | 21.188 (1.09%) | O partido mudou de nome, antes se chamava PRB. | [ 1 ] |
| Janete de Sá               | PMN          | PODE / PRTB / PMN / PATRI / REDE | 20.488 (1.05%) | O partido não alcançou a cláusula de barreira. | [ 1 ] |
| Fabrício Gandini           | Cidadania    | PPS / AVANTE / PTC               | 20.170 (1.03%) | O partido mudou de nome, antes se chamava PPS. | [ 1 ] |
| José Esmeraldo             | MDB          | MDB                              | 19.835 (1.02%) |                                                | [ 1 ] |
| Vandinho Leite             | PSDB         | PSDB / PSC                       | 19.799 (1.02%) |                                                | [ 1 ] |
| Marcelo Santos             | PDT          | PDT / DEM / PPL / PSD            | 19.595 (1.01%) |                                                | [ 1 ] |
| Iriny Lopes                | PT           | PT                               | 18.349 (0.94%) |                                                | [ 1 ] |
| Raquel Lessa               | PROS         | PP / PROS                        | 18.053 (0.93%) |                                                | [ 1 ] |
| Dr. Rafael Favatto         | PATRI        | PODE / PRTB / PMN / PATRI / REDE | 17.624 (0.90%) |                                                | [ 1 ] |
| Bruno Lamas                | PSB          | PSB / DC                         | 16.979 (0.87%) |                                                | [ 1 ] |
| Luciano Machado            | PV           | PV / SOLIDARIEDADE / PHS         | 15.222 (0.78%) |                                                | [ 1 ] |
| Carlos Von                 | AVANTE       | PPS / AVANTE / PTC               | 14.699 (0.75%) |                                                | [ 1 ] |
| Dary Pagung                | PSB          | PRP / PC do B                    | 14.463 (0.74%) | Eleito pelo PRP.                               | [ 1 ] |
| Pr. Marcos Mansur          | PSDB         | PSDB / PSC                       | 13.736 (0.70%) |                                                | [ 1 ] |
| Marcos Garcia              | PV           | PV / SOLIDARIEDADE / PHS         | 13.442 (0.69%) |                                                | [ 1 ] |
| Alexandre Xambinho         | PL           | PODE / PRTB / PMN / PATRI / REDE | 12.095 (0.62%) | Eleito pelo REDE.                              | [ 1 ] |
| Adilson Espindula          | PTB          | PTB / PMB                        | 11.635 (0.60%) |                                                | [ 1 ] |
| Dr. Emilio Mameri          | PSDB         | PSDB / PSC                       | 11.489 (0.59%) |                                                | [ 1 ] |